# The Woman I've Become
The Woman I've Become släpptes den 25 oktober 2006  på Lionheart International AB och är ett studioalbum av Jill Johnson. På albumet, som spelades in i Nashville, har hon samarbetat med Nashvilleproducenten Nathan Chapman och hans musiker. Det låg som högst på andra plats på försäljningslistan för album i Sverige, och sålde guld på några veckor.
Låten "Too Late to Be Drinkin'" tolkades 2008 även av Sannex på albumet Här tillsammans och hette då "För sent för ett glas", med text på svenska av Sannex sångare Chris Andersen .

## Låtlista
|    | Låt                              | Låtskrivare                               | Längd |
| -- | -------------------------------- | ----------------------------------------- | ----- |
| 1  | "Till the Cowboys Come Home"     | Liz Rose, Jill Johnson, Bruce Wallace     | 2:52  |
| 2  | "When Love Doesn't Love You"     | Rebecca Lynn Howard, Jill Johnson         | 3:55  |
| 3  | "Blessed are the Broken Hearted" | Rachael Thibodeau, Tom Douglas            | 3:39  |
| 4  | "Baby Don't Go"                  | Aleena Gibson, Nicklas Ellerstad          | 3:52  |
| 5  | "Same Everything"                | Liz Rose, Stephanie Chapman               | 2.58  |
| 6  | "Cowboy Up"                      | Michael Salacuse                          | 3:49  |
| 7  | "I'm Sorry"                      | Liz Rose, Jill Johnson, Pat McLaughlin    | 2.48  |
| 8  | "Something I Can't Do"           | Liz Rose, Jill Johnson, Roxie Dean        | 3:34  |
| 9  | "Love Ain't Nothin"              | Liz Rose, Jill Johnson, Bruce Wallace     | 4:42  |
| 10 | "Too Late to Be Drinkin"         | Liz Rose, Stephanie Chapman, Jill Johnson | 3:52  |
| 11 | "Everybody Smile"                | Liz Rose, Stephanie Chapman               | 4:14  |
| 12 | "Red Corvette"                   | Michael Mobley, Aleena Gibson             | 3.44  |
| 13 | "The Woman I've Become"          | Aleena Gibson, Stephanie Lewis            | 3.10  |

## Medverkande
- Jill Johnson - sång
- Nick Buda - trummor
- Tim Marks - bas
- Ilya Toshinski - gitarr, banjo
- Scotty Sanders - gitarr, dobro, lap steel
- Rob Hajacos - fiol
- Eric Darken - slagverk
- Nathan Chapman - gitarr, piano, hammondorgel, programmering, producent

## Listplaceringar
| Lista (2006-2007) | Topplacering |
| ----------------- | ------------ |
| Sverige           | 2 .          |

### Fotnoter
1. ↑  Jill Johnsons diskografi - The Woman I've Become Arkiverad 13 augusti 2010 hämtat från the Wayback Machine.
2. ↑  Jill Johnsons diskografi - The Woman I've Become Arkiverad 13 augusti 2010 hämtat från the Wayback Machine.
3. ↑  Dansbandsbloggen 16 februari 2008 - Sannex firar nya singeln med knytkalas Arkiverad 18 augusti 2010 hämtat från the Wayback Machine.
4. ↑  Placeringar på den svenska albumlistan